# Dismember
Dismember foi uma banda de death metal da Suécia formada em 1988 e que encerrou as atividades em 2011.

## Biografia
Dismember foi criado em Estocolmo em 1988. Depois de algumas demos gravadas, a banda lançou o primeiro álbum em 1991, intitulado Like an Ever Flowing Stream.
O EP Pieces, lançado em 1992, causou polémica no Reino Unido, devido á música "Skin Her Alive".
A este EP, seguiram-se os álbuns Indecent & Obscene, (1993) e Massive Killing Capacity (1995). Este último álbum é mais melódico que os anteriores e teve uma boa resposta do público. Mas a banda preferia o estilo anterior e Death Metal (1997) é um reflexo disso mesmo.
A banda queria um álbum com o mesmo poder de Like An Ever Flowing Stream e Indecent And Obscene e também um pouco mais pesado. Assim nasceu o álbum Hate Campaign.
Em 2004 a banda assinou com a Karmageddon Records e lançaram o álbum Where Ironcrosses Grow, inspirado em Iron Maiden e Autopsy.
No ano seguinte voltam a trocar de gravadora, desta vez para a   Regain Records. Em 2006 The God That Never Was é apresentado ao público. Seguiu-se uma tour (a Masters of Death tour) pela Europa, com as bandas Grave, Unleashed, Entombed e   Exterminator.
Fred Estby deixou a banda depois do lançamento de The God That Never Was.
Em 2008 a banda lançou seu último álbum, Dismember.
Eles encerraram suas atividades em 2011. O baixista Tobias Cristiansson informou em uma breve mensagem:
"Depois de 23 anos, o Dismember decidiu terminar. Agradecemos aos nossos fãs pelo apoio."

## Membros

### Última formação
- Matti Kärki - vocais  (1990-2011)
- David Blomqvist - guitarra (1988-2011)
- Martin Persson - guitarra (2005-2011)
- Tobias Christiansson - baixo (2006-2011)
- Thomas Daun - bateria (2007-2011)

### Integrantes antigos
- Fred Estby - bateria  (1988-1989, 1990-2007)
- Robert Sennebäck - vocais (1988-1989), vocal e  guitarra (1989-1997)
- Erik Gustafsson - baixo (1988)
- Richard Cabeza - baixo   (1991-1998, 2000-2004)
- Magnus Sahlgren - guitarra (1998-2003)
- Sharlee D'Angelo - baixo   (1998-2000)
- Johan Bergebäck - baixo (2004-2005)